# Reiter Rampin

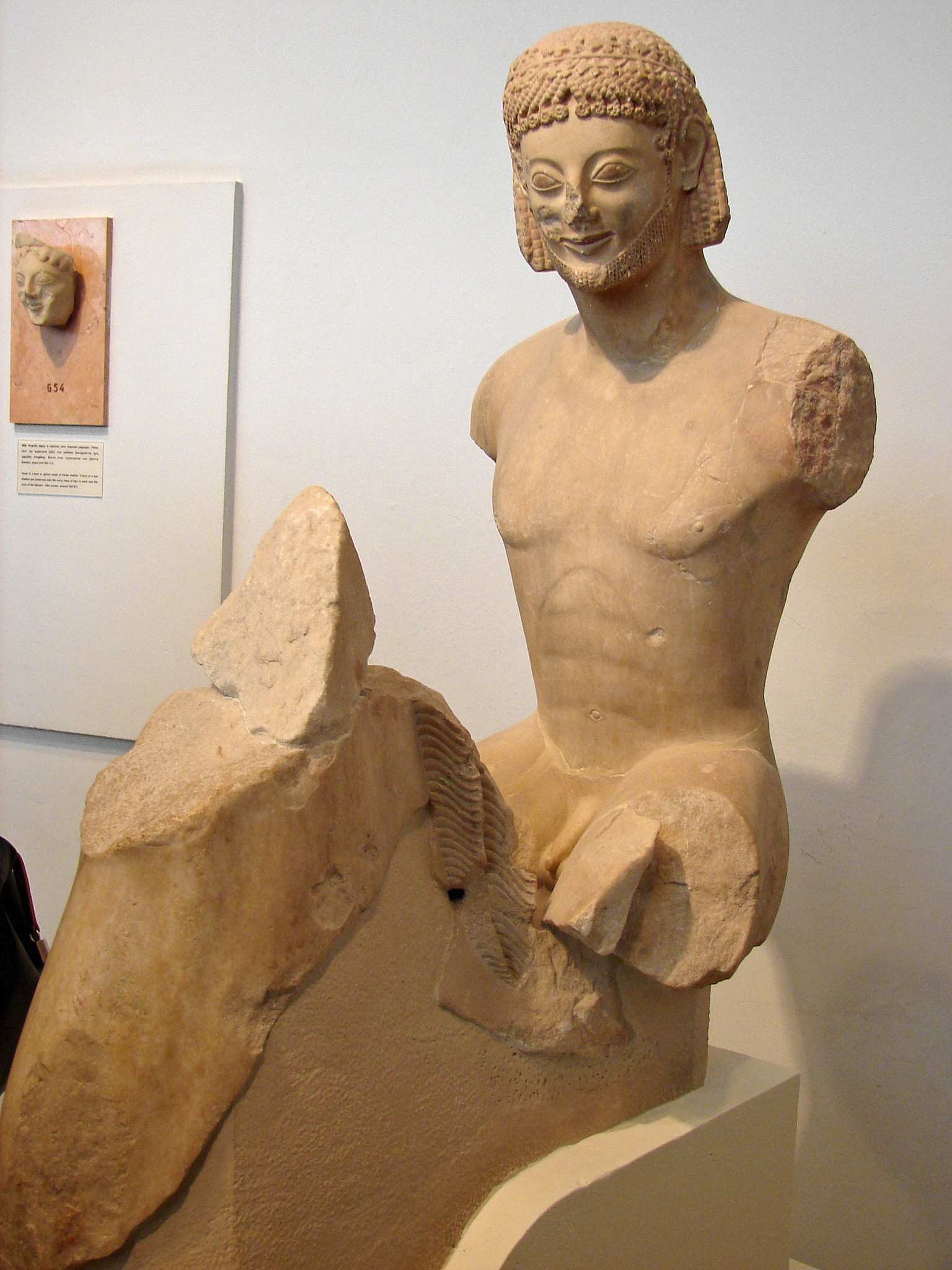
Reiter Rampin im Akropolismuseum, Kopf ergänzt

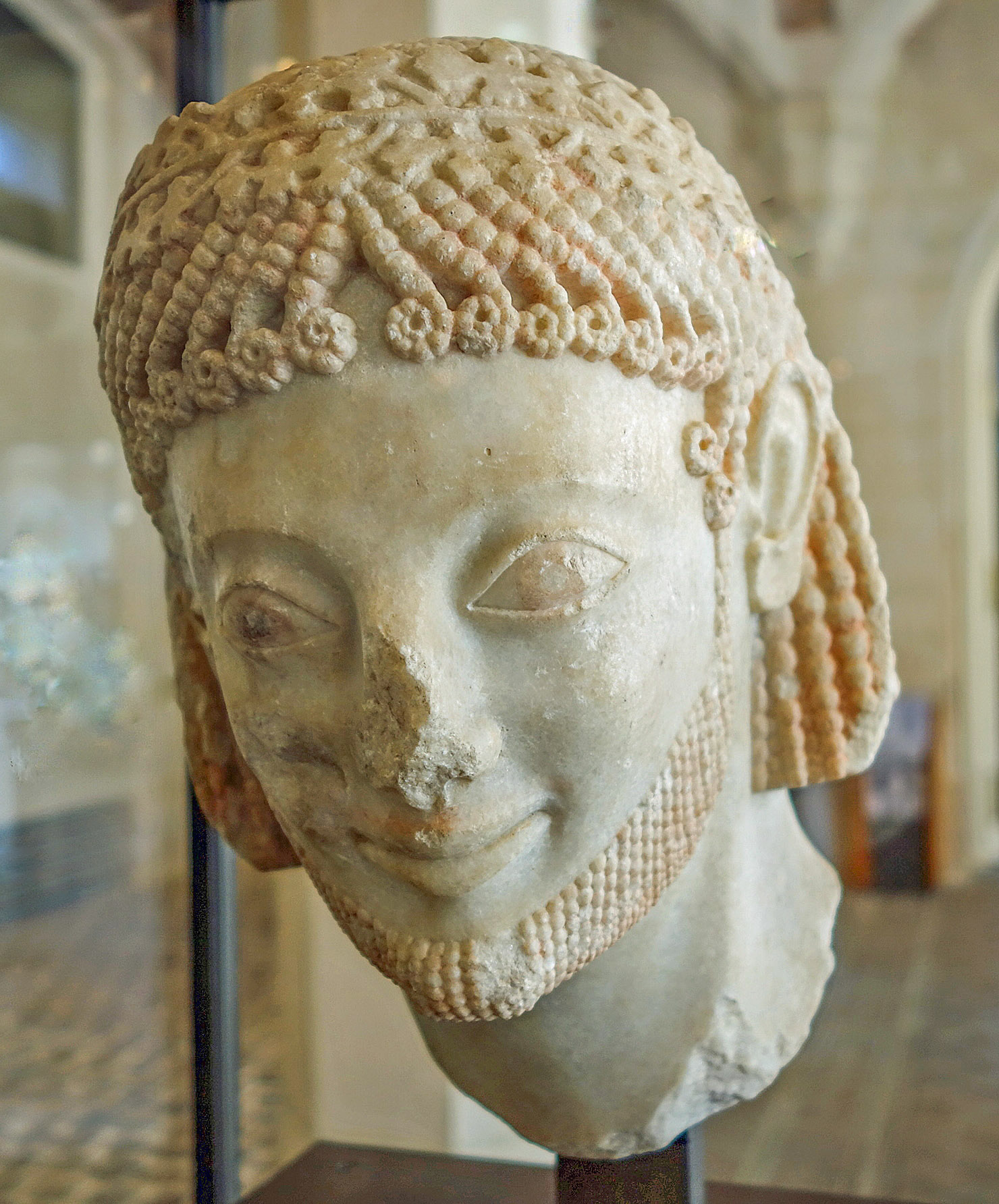
Kopf Rampin im Louvre, Paris

Der Reiter Rampin ist ein in Fragmenten erhaltenes, archaisches Reiterstandbild aus Inselmarmor von der Athener Akropolis. Der namengebende Kopf Rampin wurde 1877 auf der Akropolis gefunden und von dem französischen Botschaftssekretär in Athen, Georges Rampin, für seine Sammlung erworben. Im Jahr 1896 vermachte er den 27 Zentimeter hohen Kopf dem Louvre in Paris, wo er unter der Inventarnummer 3104 ausgestellt wird. Im Jahr 1886 wurde westlich des Erechtheions bei der Untersuchung des Perserschutts auf der Akropolis der unvollständige und in mehrere Fragmente gebrochene Torso samt Ansatz des Pferdekörpers gefunden, der sich unter der Inventarnummer 590 im Akropolismuseum befindet. Seine Höhe beträgt 81,5 Zentimeter. Im Jahr 1935 erkannte Humfry Payne die Zusammengehörigkeit beider Funde, die er mit Hilfe eines Gipsabgusses des Kopfes in Athen überprüfte. Das Ergebnis publizierte er 1936. Der Reiter Rampin wurde um 550 v. Chr. von einem unbekannten, aber herausragenden Künstler geschaffen, der heute den Notnamen Rampin-Meister trägt. Auftraggeber und Anlass der Aufstellung sind unbekannt.

## Beschreibung
Der leicht nach vorn gebeugte Reiter hält mit seinen auf den Schenkeln abgelegten Händen die Zügel des Pferdes. Die rechte Hand ist zur Faust geballt. Bis auf den Ansatz des rechten Oberarmes fehlen die Arme, ebenso die linke Schulter. Die Beine sind nur bis etwa zur Mitte der Oberschenkel erhalten. Unterhalb der breiten Schultern sind die Brustmuskeln sanft geschwungen. Ein ovaler Rippenbogen, der bis zu den Leisten reicht, umschließt die flach vertieften und mittig oberhalb des Nabels geteilten Pakete der Bauchmuskulatur. Der Reiter ist nackt, die Geschlechtsteile liegen zwischen den Schenkeln. Der kaum gegliederte Rücken weist lediglich breit U-förmige Kerbungen zur Andeutung der Schulterblätter und eine Mulde im Bereich des Wirbelsäulenverlaufs auf.
Der Pariser Kopf Rampin passt nahtlos dem Torso an. Er ist vorgeneigt und leicht zur Linken gewandt. Die etwas vortretenden, mandelförmigen Augen werden durch die schmalen Grate der Augenbrauen von der glatten Stirn abgesetzt. Iris und Pupillen waren aufgemalt, die Farbreste in Rot und Schwarz sind noch erhalten. Die Nase ist bestoßen, insbesondere die rechte Nasenhälfte fehlt, was gleichermaßen für den Wangenknochen der rechten Seite gilt. Der Mund weist das für die Kunst archaischer Zeit typische Lächeln auf, weist mit der dreieckig gebildeten Unterlippe aber formelhafte Elemente auf. Von den Mundwinkeln spannt sich die Haut straff über die Wangen. In deutlichem Kontrast zu den flächigen und großen Formen des Gesichts steht die Gestaltung des Haarschmucks.
Der Reiter trägt einen sauber ausrasierten Bart, der im Bereich unterhalb der Unterlippe ausgespart ist und aus gleichmäßig nebeneinanderliegenden Perlschnüren gebildet wird. Der Bart war wie der Bereich um den Mund rot bemalt, der Schnurrbart wohl aufgemalt. Das perückenartig der Schädelkalotte aufgelegte Haupthaar ist gescheitelt und fällt in Perlschnüren hinter den Ohren herab, ohne die Schultern zu erreichen. Die in die Stirn hängenden Perlsträhnen enden in kleinen, volutenartigen Rosetten, deren Einrollungen antithetisch zur Stirnmitte gerichtet sind. Je zwei tiefer herabfallende Schläfenlocken vermitteln den Übergang zum Wangenbart. Hinsichtlich der aufwendigen Haargestaltung und ihrer qualitativen Umsetzung steht der Kopf Rampin isoliert da und gibt sich als Werk eines herausragenden Künstlers zu erkennen.
Ein Blätterkranz umfasst das Haar oberhalb der Stirnlocken. Auf der Kalotte befindet sich ein Bohrloch mit Resten eines Bleivergusses. Möglicherweise war hier ein Meniskos, ein Schutz gegen Vögel, oder ein in Metall ausgeführtes Attribut befestigt.
Vom Pferd sind in getrennten und nicht anpassenden Stücken der Halsansatz, ein Stück des Mähnenhaares sowie der vordere Teil des Maules und der Nüstern erhalten. Sollten alle Fragmente dem Pferd des Reiters zuzuweisen sein, wäre der Pferdekopf mit leicht aufgerissenem Maul und geblähten Nüstern nach rechts gewandt gewesen.

## Datierung
Die Statue steht stilistisch dem etwas älteren Kalbträger von der Akropolis nahe und lässt sich mit einer Gruppe weiterer Werke verbinden, die teils dem Rampin-Meister zugeschrieben werden oder aus dessen Umfeld stammen. Sie alle weisen typisch attische Gestaltungsmerkmale auf, etwa das Kontrastieren von glatten Flächen mit feinen, wie ziseliert wirkenden Partien. Sie entstanden etwa im Jahrzehnt vor der Mitte des 6. Jahrhunderts oder bald danach. Als letzte Vertreterin dieser Reihe ist die Peploskore zu nennen, die allerdings – erst um 530 v. Chr. entstanden – kaum mehr ein Werk desselben Künstlers gewesen sein dürfte, auch wenn die Zuweisung beider Werke an den Rampin-Meister früher verbreitet vertreten wurde. Fassen lässt sich in diesen Formelementen eine in der Porosplastik Athens und somit in einem viel weicheren Material entwickelte Tradition, wie sie etwa an den kleinen Porosgiebeln der Akropolis aus der 1. Hälfte des 6. Jahrhunderts v. Chr. begegnet. Die Datierung des Reiters Rampin schwankt zwischen 560 v. Chr. und 550 v. Chr., wobei auch eine Datierung nach 546 v. Chr. erwogen wird.

## Deutung

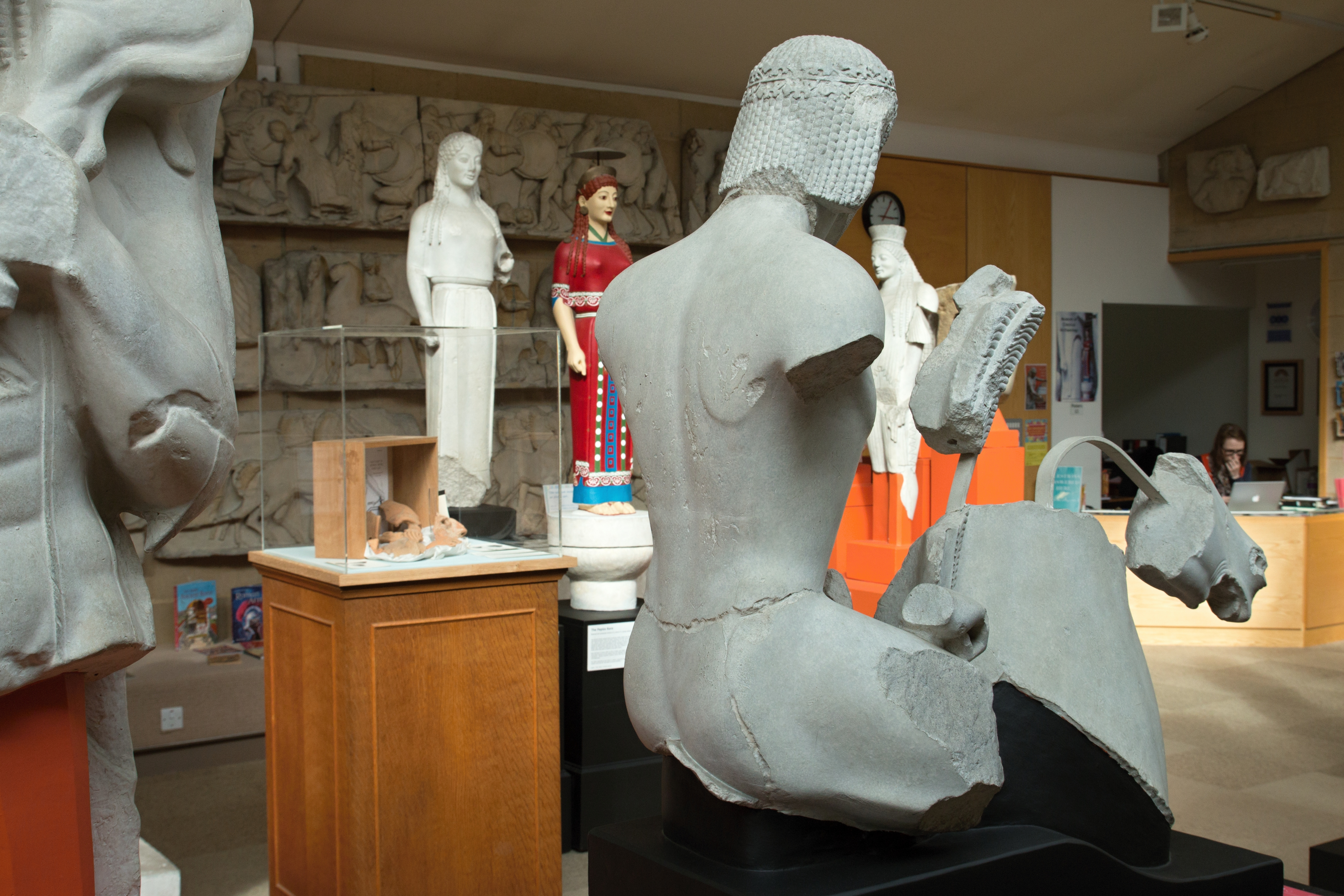
Rückseite des Reiters Rampin; Gipsabguss im Museum of Classical Archaeology, Cambridge

Archaische Plastik ist im Allgemeinen konzeptionell auf Frontalität ausgerichtet. Der Reiter Rampin mit seiner Neigung zur Linken, während das Pferd nach rechts blickt, weicht von dieser Vorgabe ab. Daher hatte bereits Walter-Herwig Schuchhardt im Jahr 1939 die Hypothese aufgestellt, der Reiter Rampin sei Teil eines aus zwei Reiterstandbildern gebildeten Anathems gewesen, wobei die Pferde einander zu-, die Reiter hingegen nach außen gewandt zu rekonstruieren wären. Er schlug vor, in dem zu postulierenden Gruppenanathem eine Darstellung zweier historischer Persönlichkeiten oder der Dioskuren zu sehen, wobei er letzteres für unwahrscheinlich hielt und für ersteres an Hippias und Hipparchos, die Söhne des athenischen Tyrannen Peisistratos, dachte.
Die Deutung als Teil eines zweifigurigen Reiteranathems fand weit verbreitete Akzeptanz, zumal weitere Pferdefragmente unter den Funden dies nahezulegen schienen. Die Frage nach den Dargestellten blieb hingegen umstritten. Gegen die Dioskuren wurde der Blätterkranz auf dem Haupt des Reiters Rampin angeführt, gegen die Söhne des Peisistratos vor allem die aufgrund des Stils ermittelte Zeitstellung, da erst nach der Schlacht von Pallene 546/545 v. Chr. die Position der Peisistratiden so gefestigt war, um ein derartiges Monument errichten zu können. Zu diesem Zeitpunkt waren Hippias und Hipparchos jedoch zu jung, um als bärtige Männer dargestellt zu werden. Herodot überliefert zwar ihre Teilnahme an einer Schlacht als Berittene, doch ist deren Zeitpunkt unklar.
Die Blätter des Kranzes auf dem Kopf des Reiters scheinen auf einen Sieger in einem hippischen Agon hinzuweisen. Sie werden als Blätter des Sellerie interpretiert, wie er bei den Nemeen als Ehrung vergeben wurde. Der Reiter Rampin wird daher als anlässlich eines Reitersieges gestiftetes Anathem gedeutet. Da eine Prüfung der Fragmente, die einem zweiten Reiter und dessen Pferd zugewiesen wurden, eine Zugehörigkeit zum selben Monument nicht mehr wahrscheinlich scheinen lässt, sieht man in dem Reiter heute vorsichtiger das Einzelmonument eines vornehmen jungen Mannes aristokratischer Herkunft, wie es viele auf der Athener Akropolis in archaischer Zeit gab.